# Travelogue
|  | For Joni Mitchells album af samme navn, se Travelogue (Joni Mitchell-album) |
Travelogue er debutalbummet fra den danske rockgruppe Kashmir, der udkom den 17. februar 1994 på Start. Albummet fik en overvældende modtagelse af såvel musikanmelderne som af publikum. Bandet fulgte pladen op med en danmarksturné og nåede i 1994 at give mere end 60 koncerter. I 1995 modtog albummet guld for 25.000 solgte eksemplarer, og rundede i 1996 35.000 eksemplarer. Albummet blev i juni 2010 certificeret dobbelt platin for 60.000 solgte eksemplarer.
Travelogue er indspillet i Puk-studiet ved Randers i perioden december 1993 til januar 1994. Den er produceret af Poul Martin Bonde og mixet af Peter Iversen.
Kashmir beskrev genren som groove-core, hvilket ifølge bandet er en blanding af funk, syrerock, folk, metal, og hip hop.

## Anmeldelser
Anders Rou Jensen fra Politiken beskrev albummet som "kraftfuld, grov-swingende triorock, der overraskende nok aldrig lægger sig fast på den for genren traditionelle blues-påvirkning". Peter Nørgaard fra Ekstra Bladet skrev i sin anmeldelse: "Som en moderne forvirret film, der skal ses otte gange, før den sætter sig fast. Kashmir blander så godt som samtlige musikalske stilarter. Metal, hip-hop, små-rap, halvjazz og masser af syre. At den dog tør i disse konservative tider. Godt gået, Kashmir."
Lars B. Jørgensen fra Berlingske sammenlignede Kashmir med Led Zeppelin og Pearl Jam og skrev: "Det er ikke hverdagskost at blive budt på en debuterende dansk gruppe, der ligger så langt fremme på beatet i tidens mest brændende aktuelle udtryk, men som tilfører nuancer, humor og personlighed nok til, at de udenlandske forbilleder næsten ender med at få tørt på."

## Spor
| #   | Titel                                                                   | Tekst                      | Musik              | Længde |
| --- | ----------------------------------------------------------------------- | -------------------------- | ------------------ | ------ |
| 1.  | "The Story of Jamie Fame Flame"                                         | Eistrup                    | Kasper Eistrup     | 3:23   |
| 2.  | "Art of Me"                                                             | Eistrup, Asger Techau      | Eistrup            | 4:58   |
| 3.  | "Rose"                                                                  | Eistrup, Mads Tunebjerg    | Eistrup            | 5:03   |
| 4.  | "Leather Crane"                                                         | Eistrup, Tunebjerg         | Eistrup            | 5:31   |
| 5.  | "Don't Look Back It's Probably Hypocondriac Jack Having a Heart Attack" | Eistrup                    | Eistrup            | 3:37   |
| 6.  | "Youth"                                                                 | Eistrup                    | Eistrup, Tunebjerg | 4:14   |
| 7.  | "Little Old Birdy Funky Thing"                                          | Eistrup, Tunebjerg, Techau | Eistrup, Tunebjerg | 4:51   |
| 8.  | "Yellow"                                                                | Eistrup                    | Eistrup            | 3:42   |
| 9.  | "Christians Dive"                                                       | Eistrup                    | Eistrup            | 4:08   |
| 10. | "Vicious Passion"                                                       | Eistrup, Tunebjerg, Techau | Eistrup            | 4:16   |

### Travelogue(EP)
Seks sange fra albummet blev udgivet som en EP med titlen Travelogue på det internationale marked.
| #  | Titel                                                                   | Længde |
| -- | ----------------------------------------------------------------------- | ------ |
| 1. | "The Story of Jamie Fame Flame"                                         | 3:23   |
| 2. | "Art of Me"                                                             | 4:48   |
| 3. | "Rose"                                                                  | 5:01   |
| 4. | "Leather Crane"                                                         | 5:30   |
| 5. | "Don't Look Back It's Probably Hypocondriac Jack Having a Heart Attack" | 3:36   |
| 6. | "Vicious Passion"                                                       | 4:15   |